# 평화의 문
평화의 문(平和의 門, World Peace Gate)은 서울특별시 송파구에 소재한 올림픽 공원의 입구에 세워진 문이다. 대한민국 건축가인 김중업이 1988년 하계 올림픽을 기념하여 설계하였다. 평화의 문에는 사신도가 그려져 있으며, 대한민국의 전통사상을 표현한 이 문은 세계 평화를 기원하는 의미를 담고 있다. 서울 지하철 8호선 몽촌토성역 1번 출구 앞에 있다.

## 사진

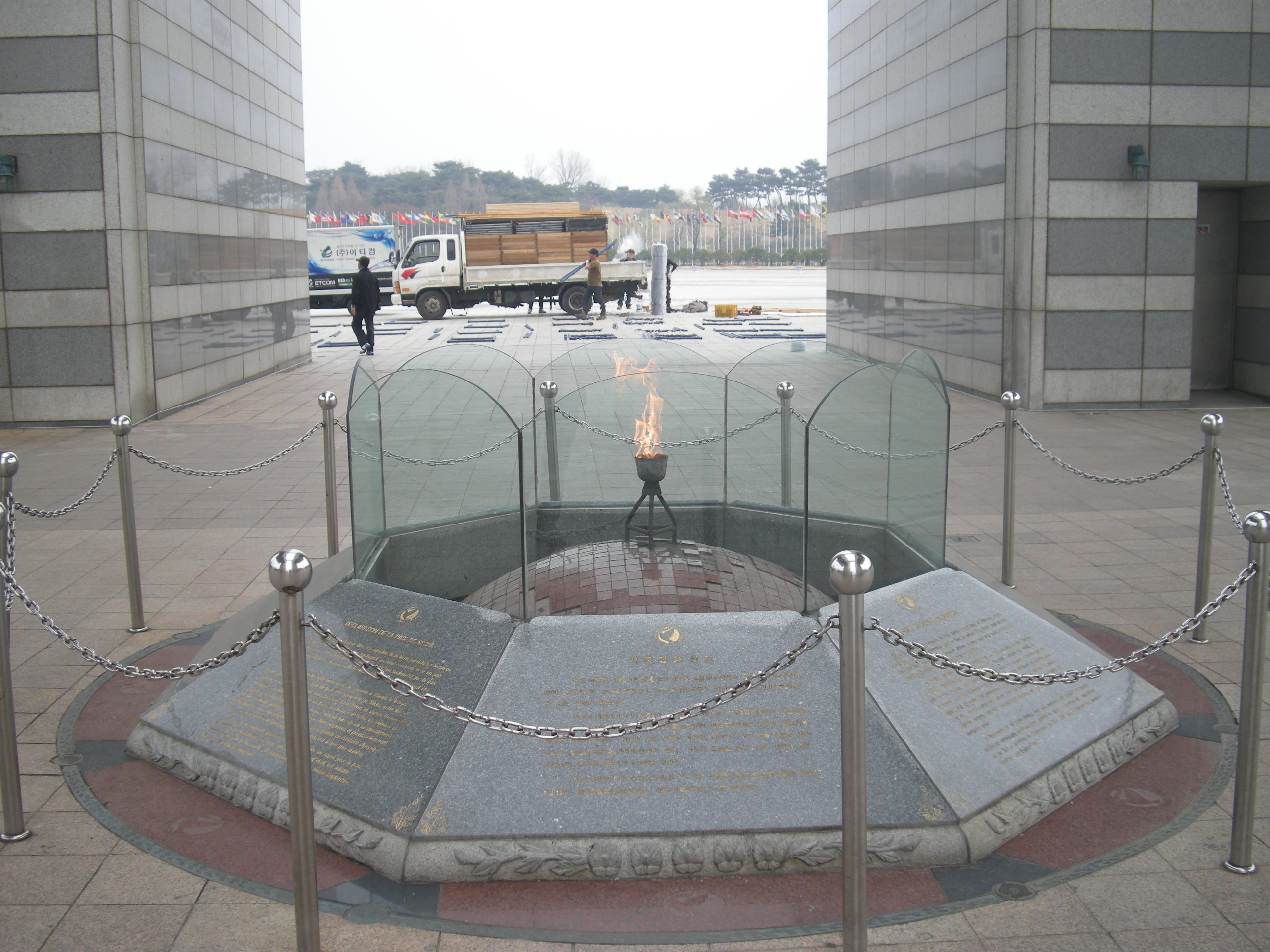
서울 평화 선언이 쓰여 있는 평화의 성화